# William Shanks
William Shanks (* 25. Januar 1812 in Corsenside, Northumberland; † 13. Juni 1882 in Houghton-le-Spring, Durham) war ein englischer Mathematiker. Er ist berühmt für seine handschriftlichen Berechnungen der Kreiszahl Pi.
1853 veröffentlichte er seine Berechnung der ersten 607 Dezimalstellen von Pi. 20 Jahre später, 1873, erweiterte er sein Werk und veröffentlichte weitere 100 Stellen, damals ein Rekord.
Als Grundlage für seine Berechnungen diente Shanks die schon 1706 von John Machin zur Bestimmung der ersten 100 Dezimalstellen verwendete Formel
{\displaystyle {\frac {\pi }{4}}=4\arctan {\frac {1}{5}}-\arctan {\frac {1}{239}}}.
1946 konnte Donald Frazer Ferguson mit einer Tischrechenmaschine nachweisen, dass Shanks Berechnungen nur für die ersten 527 Stellen korrekt waren.
Daneben stellte Shanks noch viele weitere Berechnungen an. Er widmete sich zum Beispiel der Berechnung der Eulerschen Zahl sowie verschiedener Werte des natürlichen Logarithmus. Auch veröffentlichte er eine Tabelle mit den Periodenlängen der Reziproken der Primzahlen zwischen 60000 und 110000.